# 23861 Benjaminsong
23861 Benjaminsong là một tiểu hành tinh vành đai chính với chu kỳ quỹ đạo là 1774.7153640 ngày (4.86 năm).
Nó được phát hiện ngày 14 tháng 9 năm 1998.